# 格羅夫斯普林 (密蘇里州)
格羅夫斯普林（英語：Grovespring）是位於美國密蘇里州賴特縣的普查規定居民點。

## 歷史
格羅夫斯普林的郵局自1872年營運至今。

## 人口
根據2020年美國人口普查的數據，格羅夫斯普林的面積為3.09平方千米，皆為陸地。當地共有人口187人，而人口密度為每平方千米60.52人。